# Leymen
Leymen là một xã trong tỉnh Haut-Rhin, thuộc vùng Grand Est của nước Pháp, có dân số là 1055 người (thời điểm 1999). Xã nằm cạnh sông Birsig, giáp biên giới với Thụy Sĩ. Các xã kế cận là Hagenthal-le-Haut (Pháp) và các xã của Thụy Sĩ Biel-Benken, Bättwil, Hofstetten-Flüh, Metzerlen và Rodersdorf.

## Thông tin nhân khẩu
| 1962 | 1968 | 1975 | 1982 | 1990 | 1999  |
| ---- | ---- | ---- | ---- | ---- | ----- |
| 870  | 931  | 937  | 896  | 915  | 1.055 |